# 交響曲第9番 (ドヴォルザーク)
交響曲第9番 ホ短調 作品95, B. 178 は、アントニン・ドヴォルザークが1893年に作曲した交響曲であり、ドヴォルザークが作曲した最後の交響曲である。一般に『新世界より』（または『新世界から』、英語: From the New World、ドイツ語: Aus der neuen Welt、チェコ語: Z nového světa）の愛称で親しまれており、かつては出版順により『交響曲第5番』と呼ばれていた。

## 概要

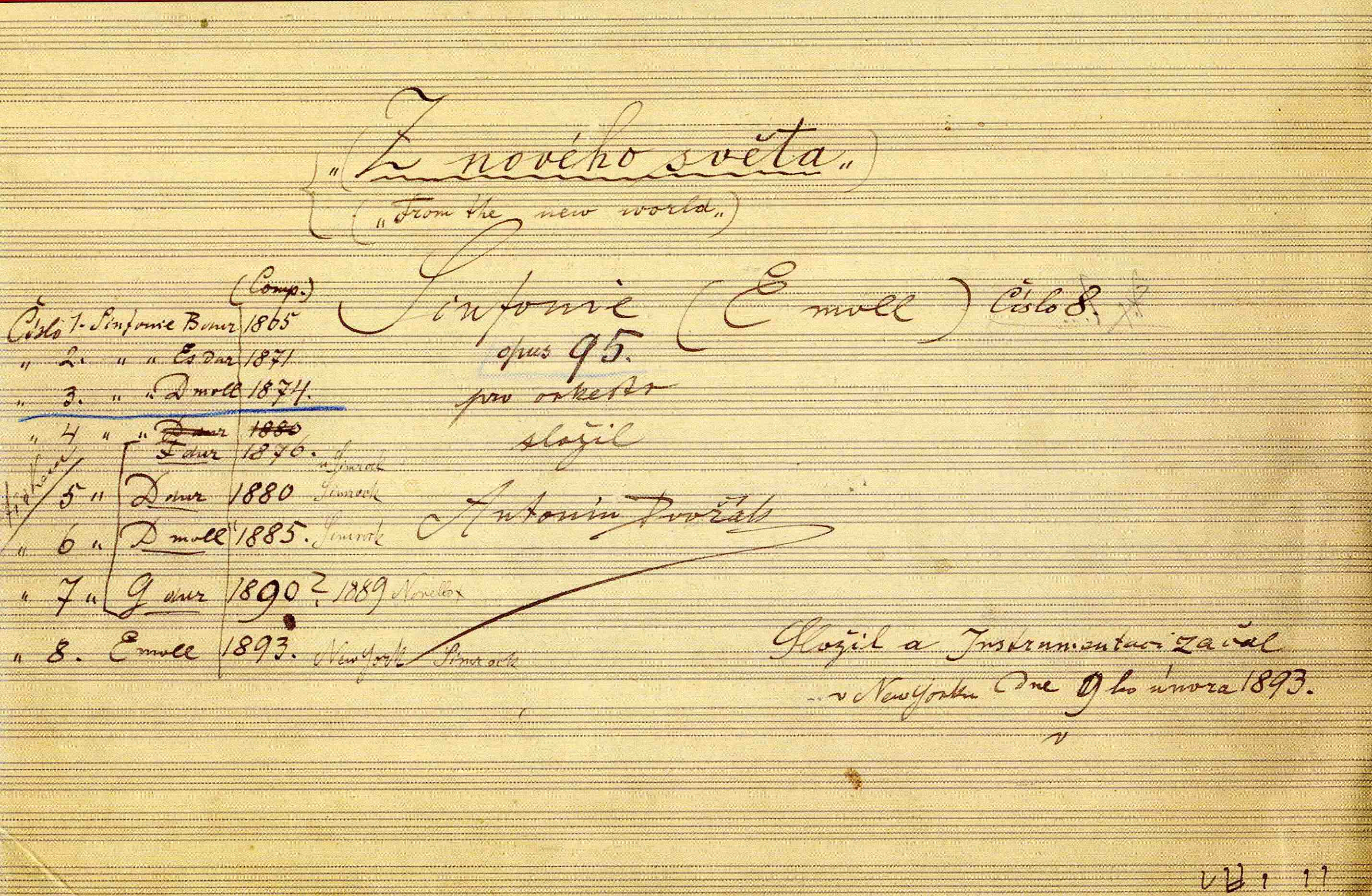
ドヴォルザークによる自筆スコアの表紙

ドヴォルザークは1892年に、ニューヨークにあるナショナル・コンサーヴァトリー・オブ・ミュージック・オブ・アメリカ（ナショナル音楽院）の院長に招かれ、1895年4月までその職にあった。この3年間の在米中に、彼の後期の重要な作品が少なからず書かれており、「作品95」から「作品106」までがそれである。
この作品は『弦楽四重奏曲第12番 ヘ長調《アメリカ》』（作品96, B. 179）、『チェロ協奏曲 ロ短調』（作品104, B. 191）と並んで、ドヴォルザークのアメリカ時代を代表する作品である。ドヴォルザークのほかの作品と比べても際立って親しみやすさにあふれるこの作品は、旋律が歌に編曲されたり、BGMとしてよく用いられたりと、クラシック音楽有数の人気曲となっている。オーケストラの演奏会で最も頻繁に演奏されるレパートリーのひとつでもあり、日本においてはベートーヴェンの『交響曲第5番 ハ短調《運命》』、シューベルトの『交響曲第7番（旧第8番）ロ短調《未完成》』と並んで「3大交響曲」と呼ばれることもある。

### 愛称の由来
『新世界より』という副題は、「新世界」のアメリカから故郷ボヘミアへ向けてのメッセージ、といった意味がある。全般的にはボヘミアの音楽の語法により、これをヨハネス・ブラームスの作品の研究や『第7番 ニ短調』（作品70, B. 141）、『第8番 ト長調』（作品88, B. 163）の作曲によって培われた西欧式の古典的交響曲のスタイルに昇華させている。

### 作曲の経緯と初演
上述のようにこの曲は、ドヴォルザークのアメリカ滞在中（1892年～1895年）に作曲された。アメリカの黒人の音楽が故郷ボヘミアの音楽に似ていることに刺激を受け、「新世界から」故郷ボヘミアへ向けて作られた作品だと言われている。こうしたことから「アメリカの黒人やインディアンの民族音楽の旋律を多く主題に借りている」と解説されることがしばしばあり、後述するように既存のアメリカ民族音楽とこの曲の主題との間に類似性がみられるという指摘もある。しかし、ドヴォルザークは友人の指揮者オスカル・ネドバル宛ての書簡に
と記しており、既存の素材からの直接的な引用については明確に否定している。
初演は1893年12月16日、ニューヨークのカーネギー・ホールにて、アントン・ザイドル指揮、ニューヨーク・フィルハーモニック協会管弦楽団による。初演は大成功だったと伝えられている。
楽譜は、初演前日の1893年12月15日にドイツのジムロック社から出版された。出版に際し、アメリカにいるドヴォルザークが校正を行うことは地理的距離のゆえに困難であったため、ブラームスをはじめとする在欧の校正者が代役を務めた。このことはすなわちドヴォルザーク本人のチェックを経ずに出版されたことを意味しており、結果として内容に多くの疑問点が残るものとなっている。このときにアメリカからドイツに送られ出版原稿として用いられた総譜の写しが行方不明のため参照できないことも相俟って、それらの疑問点をめぐるさまざまな論考や解釈が存在し、ドヴォルザークの真意がどのようなものであったかについては議論が絶えない。2022年現在、自筆総譜や初版楽譜など現存する各種の資料を比較検討し、解釈に反映した楽譜が複数出版されている。
日本初演は1920年12月29日、東京の帝国劇場において、山田耕筰指揮、日本楽劇協会によって行われた。

## 楽器編成
持ち替えは一部で存在するものの、全体としては伝統的な2管編成に近い。楽器の用いられ方についてしばしば議論される箇所があるほか、逸話も多数存在する。
フルート 2（ピッコロ持ち替え 1）、オーボエ2、イングリッシュホルン1、クラリネット2、ファゴット2、ホルン4、トランペット2、トロンボーン3、チューバ1、ティンパニ、トライアングル、シンバル、弦五部（第1ヴァイオリン、第2ヴァイオリン、ヴィオラ、チェロ、コントラバス）

### 編成に関する特記事項
フルート、ピッコロ
第1楽章に4小節間だけ用いられているピッコロについて、自筆総譜ではフルート第1奏者が持ち替えて演奏するよう指定されている。一方、初演の際に用いられた手書きパート譜やそれ以降の出版譜は、オーケストラの一般的な慣習に従い、第2奏者が持ち替えて演奏するように編集されている。
第1楽章の再現部では、第1奏者を休みとして第2奏者が（ピッコロではなくフルートで）ソロを演奏するように指定されているが、理由は不明である。
イングリッシュホルン
イングリッシュホルンは第2楽章にのみ用いられ、有名な長いソロを含めて3回登場するが、このパートをどのように（2名のオーボエ奏者のうちどちらかが持ち替えて、または別の奏者を用意して3名体制で）演奏するべきかについては複数の見解がある。自筆総譜では、楽章冒頭の楽器一覧にはイングリッシュホルンが挙げられておらず、実際の音符はオーボエの段に書かれている。そこに奏者の指定などがないことから、この点についてのドヴォルザークの意図は不明とされる。初版パート譜では、オーケストラの一般的な慣習に従い、オーボエ第2奏者が持ち替えて演奏するようになっている。しかし、楽器の持ち替えのための休みが1小節未満ときわめて短い箇所があることから、イングリッシュホルンを（持ち替えではなく）独立したパートとして扱う楽譜も存在する。実際、初演の際に用いられた手書きパート譜ではイングリッシュホルンが独立しているほか、チェコスロバキア国立文学音楽美術出版社によるドヴォルザーク全集版（オタカル・ショウレク校訂、1955年）をはじめとする後出の批判校訂版は、総じてイングリッシュホルンのパートを独立させている。
チューバ
チューバの使用箇所は第2楽章のコラール部分のみ、合計10小節にも満たない。しかもバス・トロンボーン（第3トロンボーン）と全く同じ音（ユニゾン）である。これについては、初演時のオーケストラで第3トロンボーン奏者がバス・トロンボーンを用いていなかった（代わりにテナー・トロンボーンを用いた）ための代替措置に起因するという説がある。
シンバル
この曲の中で、シンバルは全曲を通して第4楽章の一打ちだけであることがよく話題となるが、奏者についてはトライアングル（第3楽章のみ）の奏者が兼ねることが可能である。この一打ちが弱音であるためか、「寝過ごした」「楽器を落として舞台上を転がした」などのエピソードが存在する（倉本聰はかつてフランキー堺主演で、この一打を受け持つ奏者の心理を描いた短編TVドラマを書いている）。実際クラシック初心者にとってシンバルの音はなくても気付かない、あるいはどこで鳴ったのかわからない等と言われることもある。

## 曲の構成
全4楽章、演奏時間は第1楽章提示部の繰り返しを含めて約45分（ただし、第2楽章のテンポ設定によっては、この繰り返しせずに45分を超える場合があり、実際にそのような録音も存在する）。アメリカの音楽の精神を取り入れながらも、構成はあくまでも古典的な交響曲の形式に則っており、第1楽章で提示される第1主題が他の全楽章でも使用され、全体の統一を図っていることが特筆される。
- 第1楽章 アダージョ - アレグロ・モルト
ホ短調、8分の4拍子 - 4分の2拍子、序奏付きソナタ形式（提示部の反復指定あり）。

序奏部は弦楽器の旋律によって始まる。クラリネットやホルンの信号的な動機に続き、木管楽器に冒頭の旋律が戻ってくると、突如として荒々しく低弦とティンパニ、クラリネットが咆哮する。盛り上がった後一旦静まり、アレグロ・モルトの主部に入る。
第1主題は10度にわたるホ短調の分散和音を駆け上がる動機と、これに木管楽器が応える動機からなっている。第1主題前半の動機はその後の楽章にも度々現れ、全曲の統一感を出す役割を果たしている。弦楽器が一気に盛り上げ、トランペットのファンファーレと共にこの主題が確保される。次いでフルートとオーボエによるト短調の第2主題が提示される[8]。これは半音の導音を伴わない全音での自然的短音階であり、黒人霊歌を思わせる旋律となっている。続いてフルートにト長調で歌謡的な小結尾主題[8]が出る（こちらを展開部や後の楽章での再現、調性等の観点から、第2主題と捉える解釈もある[8]）。これは黒人霊歌『静かに揺れよ、幌馬車（Swing low Sweet Chariot）』に似ているという指摘もあるが、これに対してはアメリカ民謡借用説の例にひかれ、全体もそのように書かれているような印象が広まってしまったものであり、そのように解釈するのは不適切であるという見解もある。また、この主題は提示部と再現部で一か所だけ付点音符の有無によるリズムの違いがあり、指揮者の解釈によって処理が異なる場合がある。この主題が弦楽器に受け継がれて高潮し、提示部が終わる。提示部は反復指定があるが、ドヴォルザークの他の交響曲同様、繰り返されないことも多々ある。
展開部では第1主題と小結尾主題の2つの主題が巧みに処理される。再現部では第1主題が途中で遮られ、その後の主題は半音上がった調で再現される。調の変化で主題をより劇的にする巧みな主題操作が見て取れる。小結尾の主題に第1主題が戦闘的に加わるとコーダに入る。幾分不協和なクライマックスを迎えた後、トランペットのファンファーレに続き、短調のまま強烈なトゥッティで楽章を閉じる。
演奏時間は10～13分程度（提示部の繰り返しを省くと8～10分程度）。

- 第2楽章 ラルゴ
変ニ長調、4分の4拍子、複合三部形式。

変ニ長調は作品全体の主調であるホ短調からは遠隔調に相当する。このため、この楽章は前後の楽章との対比から独特の浮遊感がある。イングリッシュホルンによる主部の主題は非常に有名であり、ドヴォルザークの死後にさまざまな歌詞をつけて『家路』『遠き山に日は落ちて』などの愛唱歌に編曲された。
中間部は同主調（異名同音で）の嬰ハ短調に転じる。クライマックスでは第1楽章第1主題の動機が加わる。冒頭の主題が再現された後、静かなコーダが続いて終わる。よくインディアン民謡からの借用と誤解されもしたが、これは紛れも無いドヴォルザークのオリジナルである。
演奏時間は10～13分程度であるが、レナード・バーンスタイン指揮イスラエル・フィルハーモニー管弦楽団の演奏のように18分を超えるものもある。

- 第3楽章 モルト・ヴィヴァーチェ
ホ短調、4分の3拍子、複合三部形式（A-B-A-C-A-B-A-コーダの形で、2つのトリオを持つ）。

楽譜には記されていないがスケルツォの楽章であり、この楽章のみトライアングルが使用される。1つ目のトリオは同主調のホ長調で、民謡風のものである。2つ目のトリオに入る直前には、転調のために第1楽章の第1主題の動機を利用した経過句がある。2つ目のトリオはハ長調で、西欧風の主題である。コーダにおいても第1楽章第1主題が4分の3拍子に形を変えて現れる。コーダでは、第1楽章から2つの主題が回想される。
演奏時間は7～9分程度。

- 第4楽章 アレグロ・コン・フォーコ
ホ短調、4分の4拍子、序奏付きソナタ形式。

大きく2つの主題を持つが、それまでの楽章で扱われてきた主題も姿を見せる、統括的なフィナーレである。緊迫した半音階の序奏が一気に盛り上がり、ホルンとトランペットによる第1主題を導く。第2主題が現れる前に激烈な経過部が有る。この経過部の後半（演奏開始から1分55秒後ほど）に、全曲を通じてただ1度だけのシンバルが打たれる（弱音なのであまり目立たない）が、ドヴォルザークがこれをサンドしたことについてはまだ謎が多い。第2主題は、クラリネット（A管）とフルート、およびチェロを主体にした柔和な旋律である。そして、ヴァイオリンなどが加わると盛り上がって小結尾になる。第1主題の動機も加えたあと静まり、展開部に入る。
小結尾で現れたフルートのトリルが多い動機に続き、第1主題の断片と経過部主題が続く。第2楽章の主題が印象的に回想され、第1楽章第1主題の回想に続いて、この楽章の第1主題が激烈に再現する。静まった後第2主題が再現し、気分が落ち着いたものとなる。それまでの主題の回想はなおも続き、今度は第1楽章小結尾主題と第1主題が現れ、終結に向かってゆく。
第1主題と経過部主題が同時に再現し、しばらく展開した後に第2楽章の序奏が壮大に回想され、静まった後に第2楽章の主題と第3楽章の主題が同時に再現する。そしてコーダに入り、ホルンによる導入の後で弦と木管が壮大に第1主題を奏でるとホ長調に転じ、金管楽器が第4楽章と第1楽章のそれぞれの第1主題を合体させ、テンポをアレグロ・コン・フォーコに戻して終結する。最後の和音はトゥッティで奏されるも弦楽器は音を短く切り、管楽器だけがフェルマータで伸ばされつつディミヌエンドしながら  で消え入る（指揮者のレオポルド・ストコフスキーはこの部分を「新大陸に血のように赤い夕日が沈む」と評しており、この言葉は彼がピアノを弾きながら曲のアナリーゼをするレコードに肉声が遺されている）。
友人に宛てた書簡の通りドヴォルザーク本人は直接の引用について否定しているものの、米国民謡「ヤンキードゥードゥル」（「アルプス一万尺」のメロディに同じ）の改変したものの使用を指摘する文献等は散見する[注釈 4]。映画『ジョーズ』の音楽がこの第4楽章序奏との類似点をよく言及されている[10]。
演奏時間は10～12分程度。

## 後世における使用
- ドヴォルザークの弟子ウィリアム・アームズ・フィッシャーが歌詞を書いた「ゴーイン・ホーム」（「家路」）は第2楽章をアレンジした。
- 第4楽章の第1主題や経過部をシンフォニックパワーメタルバンドのラプソディー・オブ・ファイアが楽曲「ウィザーズ・ラスト・ライムス」で使用（歌付き）[11]。
- 博覧会国際事務局讃歌に第4楽章の第1主題を使用。2008年のサラゴサ万博から旗の掲揚・降下の際に使用されている。
- 新世界より (小説) - 貴志祐介による日本の小説作品、およびテレビアニメ。タイトルは本作に由来する。
- 新今宮駅 - 西日本旅客鉄道大阪環状線の駅であり、2015年3月22日より、近くにある新世界にちなんで、第4楽章の第1主題を編曲した発車メロディが使用されるようになった。
- ATEEZがMnetのサバイバル番組「KINGDOM : LEGENDARY WAR」の第一次バトルで「Symphony No.9 "from the  wonderland」とし、自身の曲、「Wonderland」とリミックスさせた曲を披露した。
- 銀河英雄伝説のOVA版第15話 「 アムリッツァ星域会戦」にて銀河帝国軍及び自由惑星同盟の両陣営が過去最大規模の艦隊戦を始める際に同交響曲第四楽章が長時間用いられた。